# دونگ بین
دونگ بین (انگلیسی: Dong Bin؛ زادهٔ ۲۲ نوامبر ۱۹۸۸) ورزشکار پرش سه‌گام اهل چین است.
وی در مسابقات کشوری و بین‌المللی در مجموع برندهٔ ۳ مدال طلا، ۱ مدال برنز شده‌است.